# Shan State Army-South

Flagge der Armee des Shan-Staates - Süd

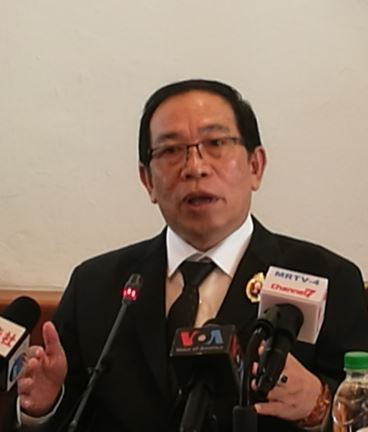
Yawd Serk, der Gründer und Oberbefehlshaber der Shan State Army-South, bei einem Interview 2017

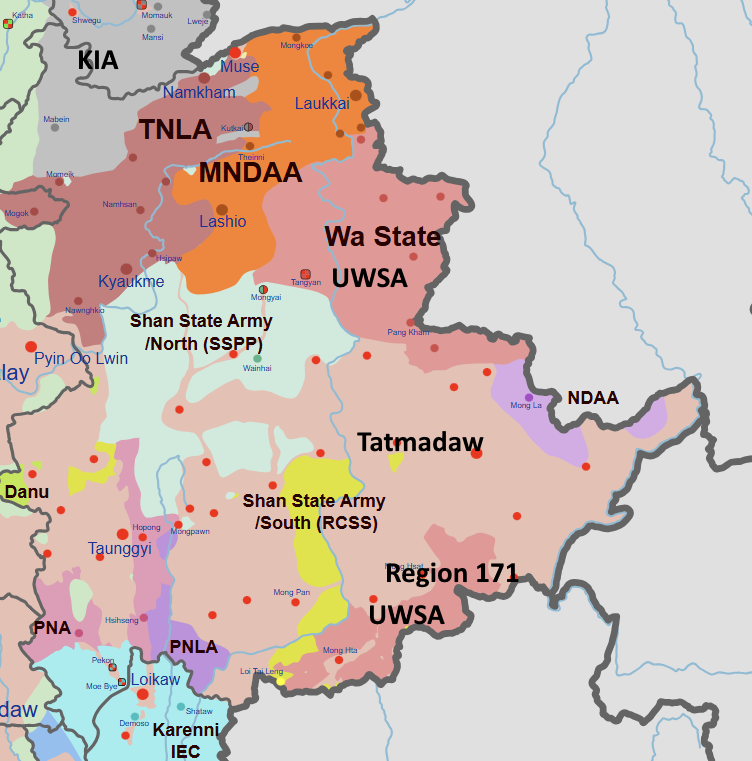
Situation im Shan-Staat 2025, Gebiete des Shan State Army-South in Gelb

Die Shan State Army-South (abgekürzt SSA-S Shan တပ်ႉသိုၵ်းၸိုင်ႈတႆး – ပွတ်းၸၢၼ်, Thai: กองทัพรัฐฉานใต้; ausgesprochen goong tap rat djaan dtai) ist eine Widerstandsgruppe der Minderheit der Shan in Myanmar (Birma). Nicht verwechseln darf man die SSA-S mit der SSA-N, der Shan State Army-North, einer Gruppe, die in der Vergangenheit einen Waffenstillstand mit der birmanischen Zentralregierung einhielt, aber Stand 2023 im offenen Konflikt mit der Militärregierung war.
Die Zahl der bewaffneten Kämpfer wird auf 10.000 geschätzt. Die SSA-S wurde im Januar 1996 von ehemaligen Kämpfern der Muang Tai Army in der thailändischen Provinz Chiang Mai gegründet. Der Kommandant der SSA-S war 2007 ein Colonel Yawd Serk. Das Hauptquartier der SSA-S befindet sich in Loi Taileng an der thailändisch-myanmarischen Grenze gegenüber dem Bezirk Pang Mapha der thailändischen Provinz Mae Hong Son. Die SSA-S unterhält 4 weitere Militärstützpunkte entlang der thailändischen Grenze: Loi Moong Merng (Gegenüber Muang Distrikt Mae Hong Son), Loi Lam (Wiang Haeng Distrikt, Chiang Mai),Loi Hsarm Hsip,(Gegenüber Fang Distrikt, Chiang Mai) and Loi Gawwan (Gegenüber Mae Fa Luang Distrikt, Chiang Rai). Im Gegensatz zur Muang Thai Army finanziert sich die SSA-S nicht aus Drogengeschäften und der Versteuerung von Drogenhandel. Sie besteuert aber Geschäfte und Geschäftsleute in den Gebieten, welche sie kontrolliert. Auch setzt sie sich vollständig aus Freiwilligen zusammen, welche 5 Jahre der Armee dienen.
Am 27. Mai 2000 wurde eine politische Organisation gegründet, der Restoration Council of Shan State, kurz RCSS, welche sich an zukünftigen Wahlen beteiligen sollte. Yawd Serk wurde zum Vorsitzenden der Organisation gewählt.
Die SSA-S befand sich im ständigen Kampf mit Truppen des Staatsrates für Frieden und Entwicklung (SPDC) und mit der United Wa State Army (UWSA). Im April 2005 versuchte eine kombinierte Militäreinheit von SPDC und UWSA das Hauptquartier der SSA-S in Loi Taileng zu erobern. Dabei griff die UWSA mit 20 Bataillonen (circa 3000 Soldaten) das Hauptquartier an. In nur einem Tag erlitt die UWSA Verluste in Höhe von 560 Soldaten und musste ihren Angriff einstellen.
Am 16. Januar 2012 unterzeichnete die Führung der SSA-S und die Regierung von Myanmar einen Waffenstillstand. Dieser hielt bis zum Februar 2021. 2015 expandierte die SSA-S in die Gebiete des nördlichen Shan-Staates und übernahmen Stellungen und Gebiete von den Shan State Army-North, welche unter starken Druck durch die Zentralregierung geraten waren. Dies führte im November 2015 zu Konflikten mit der Ta’ang National Liberation Army TNLA welche auch im Nordwesten Gebiete für sich beanspruchten. Die Palaung, welche eine Selbstverwaltungszone im Shan-Staat besitzen wollten diese expandieren. Die Palaung Self-Administered Zone umfasste laut Verfassung von 2008 2 Bezirke Namhsan und Mantong. Die TNLA beanspruchte aber auch die Kyaukme und Namkhang Bezirke für sich, Bezirke, welche das RCSS auch für sich beanspruchte und welche mehrheitlich von Shan und Kachin und nicht Palaung bewohnt wurden.
Im Februar 2022 brachen schwere Gefechte zwischen der Shan State Army-North und der SSA-S aus. Die SSA-S musste sich aus dem nördlichen Shan-Staat wieder zurückziehen. Auch das Hauptquartier in den Bergen um Loi Taileng kam unter militärischen Druck durch Truppen der Zentralregierung. Auch über Gefechte zwischen der UWSA und der SSA-S wurde berichtet. Es kam zu Gefechten zwischen den Gruppierungen an der Thai Grenze nördlich von Chiang Rai. Beide Organisationen verfügen über Stützpunkte an der Thai-Myanmar Grenze in diesem Gebiet.
Am 17. Februar 1924 gab die RCSS per Gesetz bekannt, dass alle Bewohner zwischen 18 und 45 Jahren zu einem 6-jährigen Militärdienst innerhalb der SSA-S verpflichtet seinen. Dies gelte für Männer und Frauen gleichermaßen zwischen 18 und 45 Jahren. Das Gesetz erfolgte wenige Tage nachdem die Zentralregierung ebenfalls eine Wehrpflicht für alle männlichen Bürger Myanmars erlassen hatte. Die SSA-S Wehrpflicht gelte nicht nur für Angehörige der Shan Volksgruppe, sondern alle Bewohner unabhängig ihrer ethnischen Herkunft wären zum Militärdienst verpflichtet. Internationale Beobachter fragten sich gegen wen die SSA-S in den Krieg ziehen möchte. Sie hielten es für wenig wahrscheinlich, dass die SSA-S eine Operation gegen die Militärregierung plante. Als eher wahrscheinlich gelte ein Angriff gegen die United Wa State Army oder einer ihrer Verbündeten wie die Ta’ang National Liberation Army TNLA. Als unwahrscheinlich gelte dagegen eine Operation gegen die SSA-N, da das RCSS am 30. November 2023 mit dieser einen Waffenstillstand vereinbart hatte, und Gespräche über die Vereinigung der SSA-S - SSA-N mit der Shan State Progress Party SSPP begonnen wurden. Als wahrscheinlich gelte die TNLA als Ziel einer Operation. Nach Beginn der Operation 1027 kam es zu Gefechten zwischen der SSA-N und der TNLA um Gebiete, welche sowohl die Shan als auch die Palaung für sich beanspruchten. Die Palaung und die Wa sind sprachlich und ethnisch miteinander verwandt. Bei den Shan handelt es sich um eine thaisprachige Ethnie.
Die SSA-S verfügt über enge Kontakte zu Thailand. Die Shan und die thailändische Sprache sind verwandt. Kulturell ähneln sich Thai und Shan. Am 7. Februar jedes Jahres findet in Loi Taileng findet der Shan Revolutionstag statt. Er wird mit Militärparaden und Zeremonien gefeiert. Internationale Besucher, Journalisten und Diplomaten besuchen Loi Taileng an diesem Tag.

## Verwechslungsgefahr
Nicht zu verwechseln ist die SSA-S mit der SSA-N, der Shan State Army-North.